# Europa en Afrika
Europa en Afrika is een  17e-eeuwse beeldengroep in de tuin van slot Zeist, in de Nederlandse gemeente Zeist, die bescherming geniet als rijksmonument.

## Achtergrond
Willem Adriaan van Nassau kocht in 1677 de heerlijkheid Zeist en liet er een slot bouwen naar ontwerp van Jacobus Roman, die later ook tekende voor Paleis Het Loo. In de geometrisch aangelegde tuin van het lustoord kregen onder meer vijvers, theekoepels en diverse tuinbeelden en -vazen een plaats. De Antwerpse beeldhouwer Albert Xavery maakte twee allegorische beeldengroepen van de werelddelen Europa en Afrika en Azië en Amerika voor de tuin. De beeldengroepen werden geplaatst aan weerszijden van het slot, bij twee kleine watervallen langs de gracht. Van Nassau en zijn huis werden daarmee als het ware het centrum van de wereld. Rond 1702 maakte Daniël Stopendaal 21 tekeningen van het slot en de bijbehorende tuinen, waarop ook beide beeldengroepen zijn te zien.

Tekeningen van Daniël Stopendaal
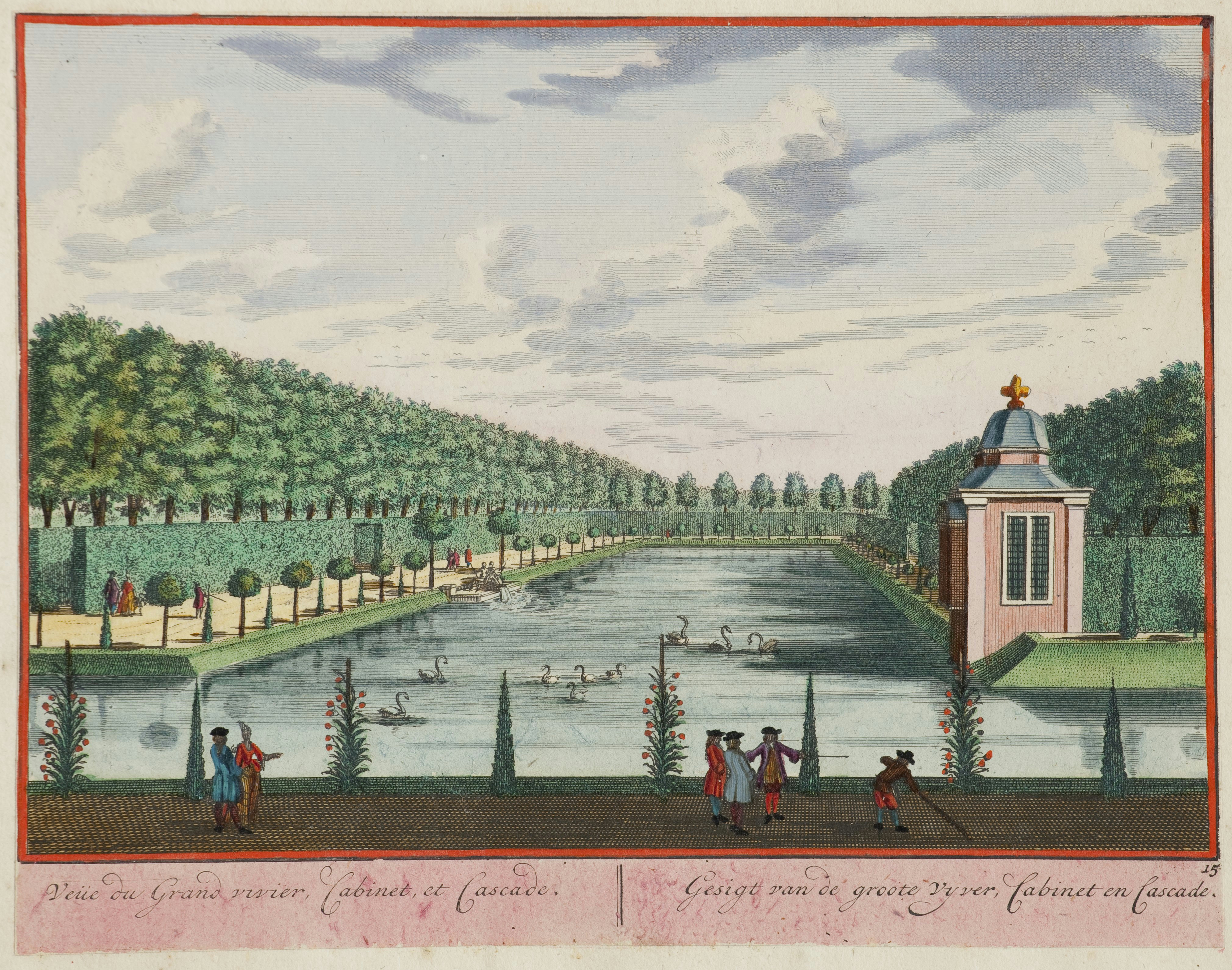
Aan de linkerzijde Europa en Afrika. Rechts achter de heg, buiten beeld, de "groote vyver".
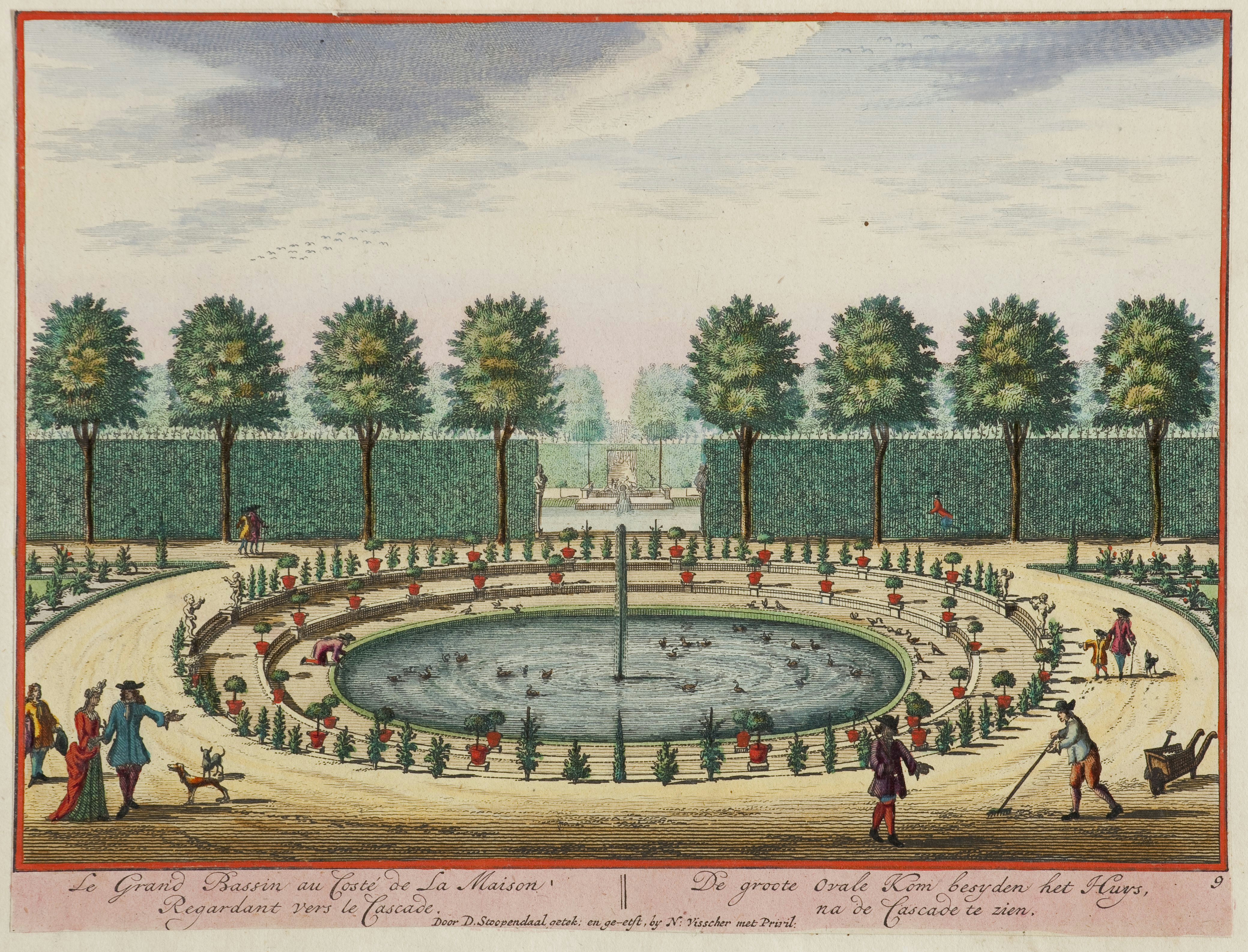
Zichtlijn vanuit het slot over de "groote ovale kom besyden het Huys" naar Afrika en Europa

Alleen de beeldengroep met Europa en Afrika is bewaard gebleven. In 1830 maakte Jan David Zocher een (gedeeltelijk uitgevoerd) plan voor een nieuwe tuinaanleg naast en achter het slot, mogelijk is in die tijd de pendant verdwenen. Roeland van Eijnden en Adriaan van der Willigen schreven in 1840 over twee levensgroote Stroombeelden van Xavery in Zeist.

## Beschrijving
De beeldengroep is uitgevoerd in Bentheimer zandsteen, oorspronkelijk gepolychromeerd, en geplaatst op een bakstenen onderbouw. De groep bestaat uit twee personificaties van de werelddelen Afrika en Europa, halfnaakte mannen die aan weerszijden van een waterloop naar elkaar toe liggen. De beeldengroep is geplaatst aan de buitenzijde van de gracht aan de linkerzijde van het slot. Het werk is aan de voorzijde gesigneerd door Albert Xavery.

## Foto's

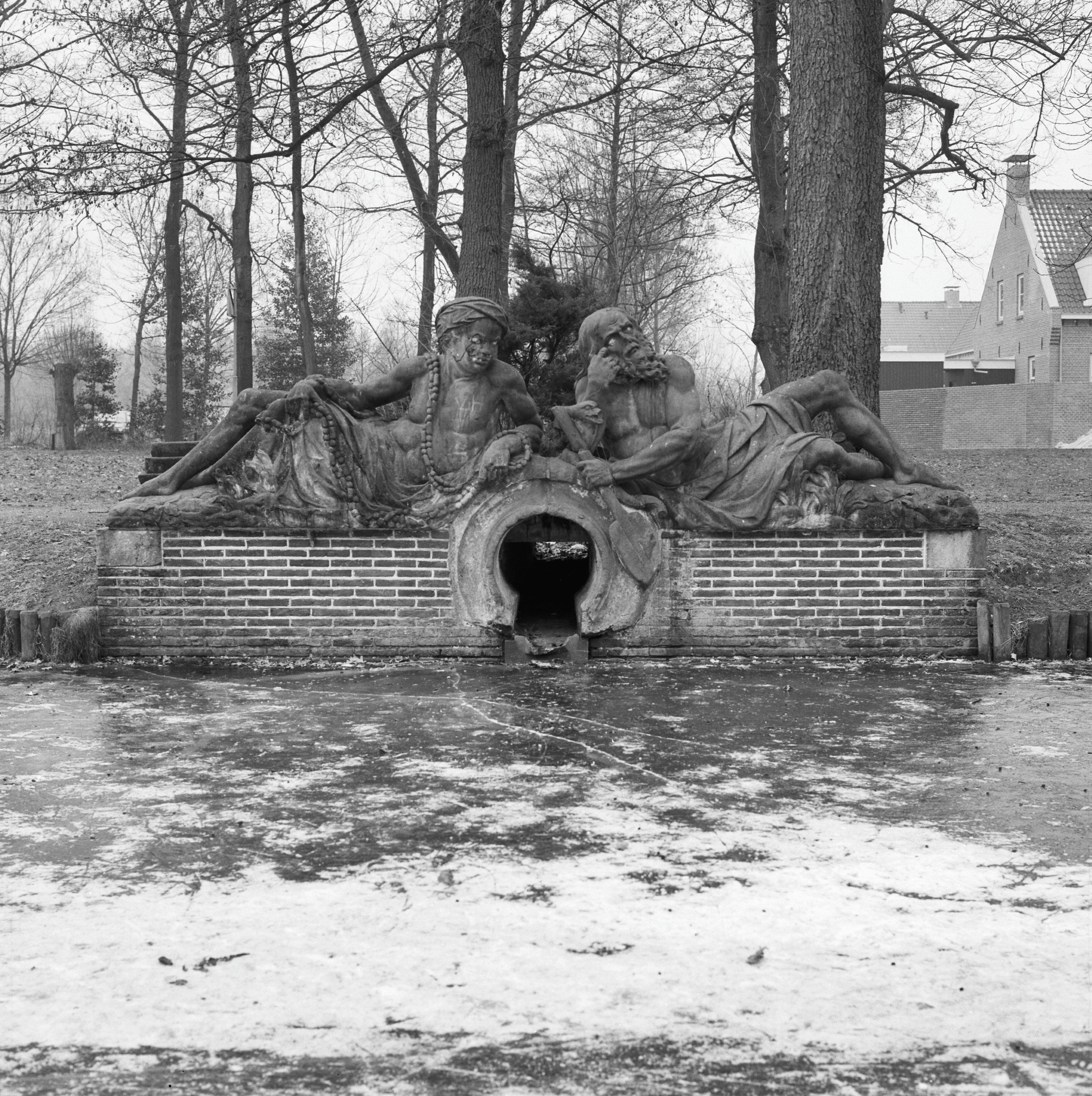
Afrika en Europa
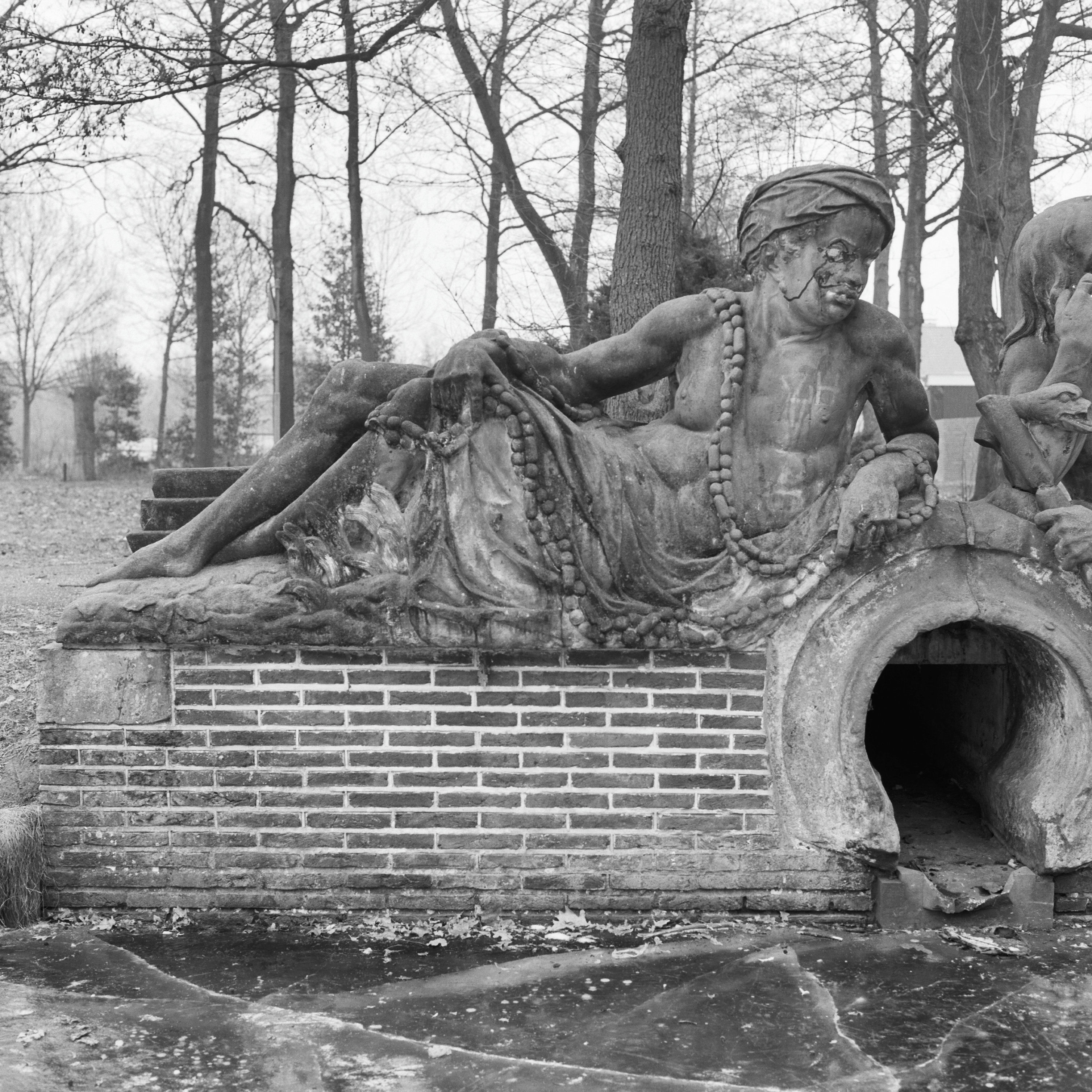
Afrika
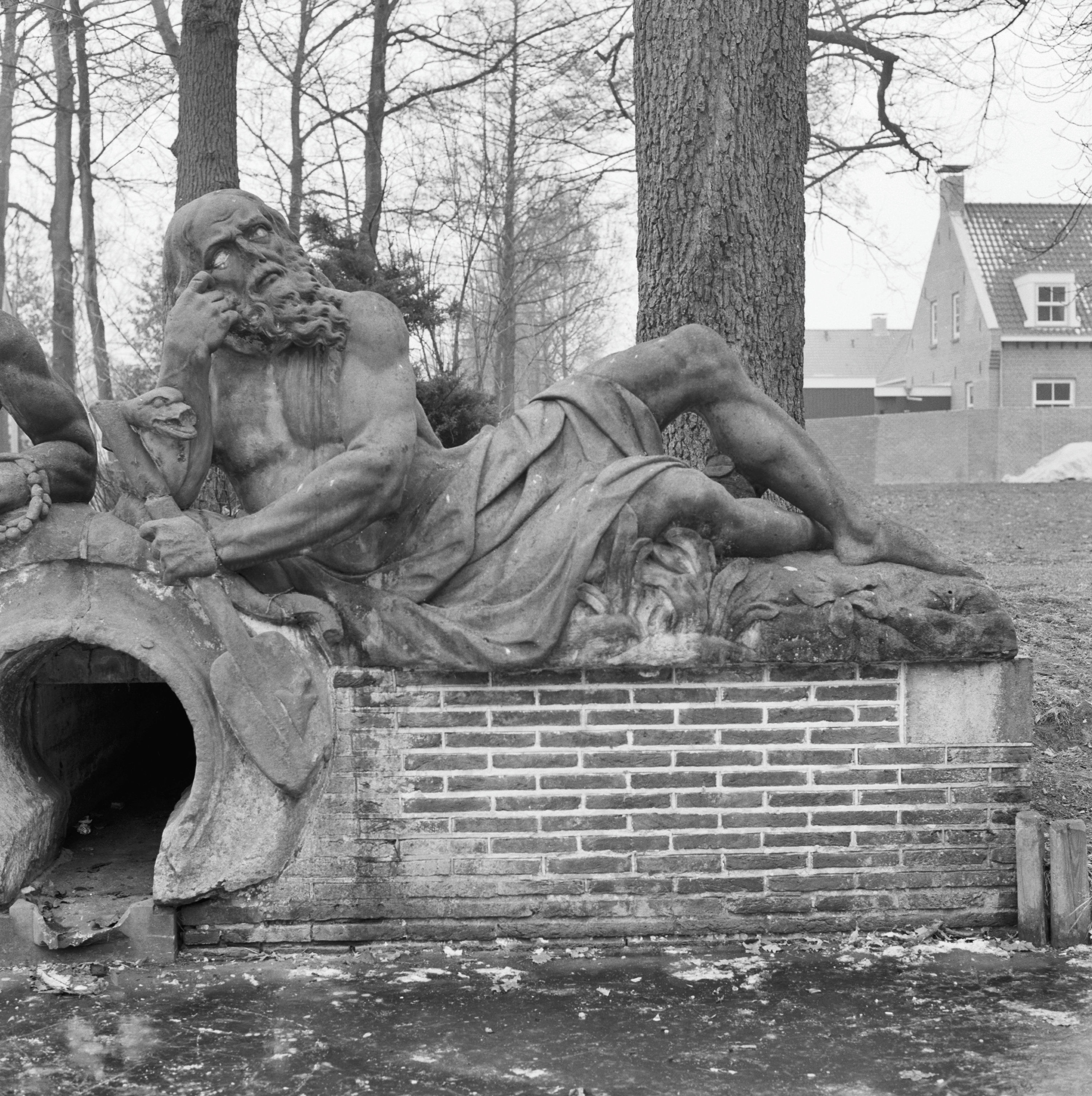
Europa

## Waardering
De beeldengroep in Zeist in 2007 als rijksmonument opgenomen in het monumentenregister, het is "van cultuurhistorisch opzicht van algemeen belang als karakteristiek onderdeel van de buitenplaats, in het bijzonder als zeldzaam overblijfsel van de markering van de waterpartijen behorende bij de formele tuinaanleg" en "vanwege de hoge kwaliteit van het beeldhouwwerk."